# 天德堂總堂
天德堂總堂全名為財團法人台北市天德堂總堂，位於台灣台北市和平東路三段，為主祀一炁宗主之天德教廟宇。該廟宇興建於1972年，為位於台北大安區的大型現代建築廟宇。另外，該廟宇的組織型態為財團法人制，祭典日期則是每年農曆之五月十三及十二月八日。